# Sergei Ryabov
Sergei Ryabov (17 de novembro de 1977 - ) é um diretor de cinema, artista e animador russo.
Entre suas produções estão os filmes "The Tiny Fish", "Cogumelo e Abóbora", "Cogumelo e Berinjela", "Home Alone" e "6:1".